# Tachibana Masato
Masato Tachibana (sinh ngày 11 tháng 1 năm 1980) là một cầu thủ bóng đá người Nhật Bản.

## Sự nghiệp câu lạc bộ
Masato Tachibana đã từng chơi cho Vissel Kobe.